# 安东·弗里德尼希·尤斯图斯·蒂博
安东·弗里德尼希·尤斯图斯·蒂博（德語：Anton Friedrich Justus Thibaut，1772年1月4日—1840年3月20日），德国法学家，其所著《罗马法制度》的总论为德国关于罗马法的教科书。